# Brice Pauset
 Brice Pauset est un compositeur français né le 17 juin 1965 à Besançon.

## Biographie
Brice Pauset commence ses études musicales au Conservatoire à rayonnement régional de Besançon de 1973 à 1984. Il va ensuite étudier la composition et la musique électro-acoustique (avec Michel Zbar) au Conservatoire à rayonnement régional de Boulogne-Billancourt. Il est admis en 1988 au Conservatoire national supérieur de musique et de danse de Paris, en composition (avec Alain Bancquart) et en orchestration (avec Michel Philippot et Gérard Grisey). Il étudie également avec Franco Donatoni à Sienne (de 1988 à 1991).
En 1994, il est boursier de la Fondation Marcel Bleustein-Blanchet pour la vocation.
Il est compositeur en résidence à l'Opéra de Dijon (de 2010 à 2015).

## Œuvres

### Musique d'orchestre
- 6 Canons - Musurgia combinatoria (2001)
- Kontra-konzert (2011) pour pianoforte, orchestre classique et 3 percussionnistes
- Maos Frosch (2011)
- Schlag-Kantilene (2010) pour violon et orchestre
- Symphonie I - Les outrances nécessaires (2001) pour orchestre de chambre spatialisé avec piano
- Symphonie III - Anima mundi (2005)
- Symphonie IV - Der Geograph (2006) pour piano principal et orchestre
- Symphonie V - Die Tänzerin (2008) pour grand orchestre

### Musique d'ensemble
- Autopsie de la foi (2012) pour récitant et ensemble
- 4 Canons - Les Saisons (1992) pour violon principal et 13 cordes
- 8 Canons (1998) pour hautbois d'amour et ensemble
- Concerto I - Birwa (2002) pour clavecin et ensemble
- Concerto II - Exils (2005) pour percussion principale et 2 ensembles
- Harpe de Mélodie (2008) pour 2 percussions et ensemble
- In nomine broken consort book (2003) pour 8 instruments
- Kinderszenen mit Robert Schumann (2003)
- Konzertkammer (2010)
- Purcell Verschriebungen (2007) pour violon et ensemble
- Schwarzmärkte (2012)
- Theorie der Tränen: Atem (2009)
- Vertigo - Infinite Screen (2010)[1]
- Vier Variationen (2007)
- Vita Nova (sérénades) (2006) pour violon et ensemble

### Musique de chambre
- Adagio dialettico (2000) pour saxophone, percussion et piano
- Les Voix humaines (2006) pour clarinette, trio à cordes et piano
- Ljusare (1992) pour violon et piano
- Pluvia (1989) pour violon, violoncelle et piano
- Quatuor à cordes I Mèden agen (2001)
- Quatuor à cordes II Das unglückselige Bewusstsein (1996)
- Quatuor à cordes III...récit-écrit (2002)
- Theorie der Tränen: Gesang (2007) pour cor en fa et piano
- Theorie der Tränen: Schlamm (2008) pour clarinette basse, violon, violoncelle et piano
- Vestige (2007) pour clavecin à 4 mains

### Musique soliste
- Cadences pour le Concerto Op.61 de Beethoven (2010) pour violon
- 3 Canons (1989) pour piano
- 5 Canons (2002) pour piano
- 7 Canons (2010) pour piano
- 9 Canons (2010) pour piano
- 2 Chaconnes (1991) pour alto
- De Prolatione (1996) pour percussion
- Entrée (2007) pour clavecin
- Etude (2011) pour piano
- Eurydice (1998) pour flûte
- Kontra-sonate (2000) pour piano
- Kontrapartita (2008) pour violon
- La Nef des fous (1991) pour violon
- 6 Pièces (2005) pour orgue
- 6 Préludes (1999) pour clavecin
- Rasch (2006) pour violoncelle
- Theorie der Tränen: Salz (2011) pour cor
- Wiegenlieder (2007) pour accordéon

### Œuvres avec électronique
- Exercices du silence (2008) pour soprano, piano et électronique
- Perspectivae Sintagma I (Canons) (1997) pour piano et traitements informatiques
- Perspectivae Sintagma II (2001) pour piano, 2 voix, 2 ensembles et informatique
- Symphonie VI - Erstarrte Schatten (2009) pour grand orchestre, 6 voix solistes et électronique live

### Musique vocale et chorale
- A (1999) pour solistes, 4 chœurs, 2 ensembles et informatique
- Das Dornröschen (2012) pour quatuor à cordes, chœur et orchestre
- De Aeternitate (1998) pour soprano
- De Felicitate (1997) pour soprano
- Demosthenes on the seashore (2004) pour chœur mixte
- Deux Corps (Galathée à l'usine) (2005) pour 8 voix et 2 ensembles
- Die alte Frau (2013) pour soli, chœur et orchestre
- Drei Nornen (2013) pour soli, chœur et orchestre
- Eleusis (An Hölderlin) (1997) pour soprano, clarinette et piano
- Furcht und zittern (2009) pour voix et ensemble
- Gesangbuch (2003) pour soprano et piano
- Gesangbuch II (2011) pour voix d'alto, alto et piano
- In girum imus nocte et consumimur igni (1995) pour haute-contre et ensemble
- L'Opéra de la lune (2012) pour soli, chœur et orchestre
- M (1996) pour 2 sopranos, contralto et 2 ensembles instrumentaux
- Portrait (2007) pour 4 voix d'hommes et quatuor à cordes
- Sainte (2007) pour voix et piano
- 2 Studien über Dornröschen (2008) pour double chœur
- Symphonie II - La liseuse (2003) pour voix et orchestre spatialisé
- Theorie der Tränen: Louise (2009) pour soprano et ensemble
- Vanités (2009) pour haute-contre, soprano et ensemble

## Enregistrements
- Canons pour piano, Nicolas Hodges, Wergo WER7365, Date de parution : 04/10/2017, ISBN / (ISMN 4010228736526)
- Préludes, ensemble recherche, aeon AE0207, Date de parution : 01/06/2004
- Kontra-Sonate, Andreas Staier, aeon AE0421, Date de parution : 01/09/2004
- Der Geograph - Les Voix humaines, aeon AE1652, Date de parution : 04/09/2016, ISBN / (ISMN 3760058360521)